# خانه میرزا یعقوب علوی
خانه میرزا یعقوب علوی مربوط به دوره قاجار است و در شهرستان دماوند، روستای مرانک واقع شده و این اثر در تاریخ ۱۴ مرداد ۱۳۸۲ با شمارهٔ ثبت ۹۴۸۳ به‌عنوان یکی از آثار ملی ایران به ثبت رسیده است.